# Grupo Gallo
El Grupo Gallo, más conocido por la marca comercial Pastas Gallo, es un grupo empresarial español de alimentación. Fundado en 1946 en Rubí (Barcelona), fue propiedad de la familia fundadora, los Espona Massana, hasta que en 2019 la vendieron al fondo de inversión Proa Capital. Tradicionalmente ha producido pasta y en los años 2000 ha comenzado la producción de platos frescos precocinados. La empresa tiene una cuota de mercado de las pastas del 45 %.

## Historia
En 1946 José Espona, con un capital inicial de 15 000 pesetas y a sus 20 años de edad, adquiere una fábrica de harinas en Rubí (Barcelona). La producción inicial fue de 10 toneladas al día y la plantilla, de 10 trabajadores. En 1958 compró la fábrica de El Carpio, en la provincia de Córdoba. En 1962 la empresa inauguró una nueva planta en Tarrasa (Barcelona) y unos años después, en 1968, se pone en marcha la construcción de las fábricas de Granollers y Esparraguera.
En 2017, debido a la incertidumbre generada por el proceso soberanista catalán, la empresa traslada su sede a la localidad andaluza de El Carpio (Córdoba) España, donde tiene la mayor de sus fábricas.

## Presencia internacional
La empresa exporta a cuatro continentes y vende sus productos en más de 30 países. En 2011 comienza su expansión internacional adquiriendo el 25 % de Europasta, el líder checo de pastas.
La empresa pertenece al Foro de Marcas Renombradas Españolas.